# The Little Rascals (film)
The Little Rascals (Nederlands: De Boefjes) is een Amerikaanse jeugdfilm uit 1994, geregisseerd door Penelope Spheeris. De film is gebaseerd op de serie korte films onder de naam Our Gang die werden gemaakt tussen 1922 en 1944. Hoofdrollen zijn er voor Travis Tedford, Kevin Jamal Woods en Bug Hall.
Universal Pictures behaalde een groot succes met de film: 67.308.282 dollar wereldwijd, waarvan 52.125.282 dollar in de Verenigde Staten. In korte tijd werden een televisieserie en een vervolgfilm gepland, maar die zijn uiteindelijk niet gemaakt.

## Verhaal
Als de He-Man Woman Haters Club (He-Man Vrouwen Haters Club) van Spanky erachter komt dat clublid Alfalfa verliefd is op een meisje, wordt hij "terechtgesteld". Het wordt hem verboden om om te gaan met vrouwen: hij mag niet met ze praten en zelfs niet aan ze denken. Dit is voor Alfalfa echter moeilijker dan gedacht, zeker als de nieuwe jongen Waldo in de buurt komt wonen die ook wel iets in Darla ziet. Alfalfa besluit iets met haar af te spreken, maar als hij wordt ontdekt door de rest van de club, probeert hij haastig alles op te ruimen. Door een klein ongeluk brandt het hele clubhuis af. De club probeert via allerlei manieren aan geld te komen, maar tot nu toe zonder resultaat. De vriendschap tussen Spanky en Alfalfa komt op het spel te staan, maar uiteindelijk krijgt de club een geweldig idee, waarmee zowel de club als de vriendschap gered gaat worden.

## Rolverdeling
| Acteur                 | Personage                   | Opmerkingen |
| ---------------------- | --------------------------- | --- |
| Hoofdrollen            |                             | |
| Travis Tedford         | George "Spanky" McFarland   | George "Spanky" is de leider van de He-Man Woman Haters Club. Hij neemt de besluiten en zegt wat iedereen moet doen. De vriendschap met Alfalfa verslechtert, maar wordt uiteindelijk weer bijgelegd.                                                                          |
| Kevin Jamal Woods      | Matthew "Stymie" Beard      | Matthew "Stymie" staat George "Spanky" bij en probeert de ruzie tussen hem en Alfalfa weer goed te maken. Het is onder andere aan hem te danken dat Spanky en Alfalfa weer vrienden worden.                                                                                    |
| Bug Hall               | Carl "Alfalfa" Switzer      | Alfalfa is verliefd op Darla, tot ongenoegen van de club. Als hij "terechtgesteld" wordt, moet hij beloven niet meer met meisjes te praten of aan ze te denken. Dit is moeilijker dan gedacht. Als Waldo iets in Darla ziet, is zijn enige zorg om haar weer terug te krijgen. |
| Brittany Ashton Holmes | Darla Jean Hood             | Darla is het meisje op wie Alfalfa verliefd wordt. Na de brand ziet ze niets meer in hem en gaat ze om met Waldo. Met haar twee vriendinnen kan ze over van alles praten, ook over jongens.                                                                                    |
| Ross Bagley            | William "Buckwheat" Thomas  | "Buckwheat" is gek op augurken en heeft samen met "Porky" veel plezier. Ze zonderen zich vaak af van de groep en doen dan eigen dingen. |
| Zachary Mabry          | Eugene "Porky" Lee          | "Porky" heeft samen met "Buckwheat" veel plezier. Ze zonderen zich vaak af van de groep en doen dan eigen dingen. |
| Jordan Warkol          | Billy "Froggy" Laughlin     | Billy heeft zijn bijnaam "Froggy" te danken aan het feit dat hij een kikker op zak heeft en hem overal mee naartoe neemt. |
| Courtland Mead         | Henry "Uh-Huh" Rogers       | Henry heeft de bijnaam "Uh-Huh" omdat dit het enige is wat hij zegt. Aan het einde van de film verrast hij iedereen door een ander woord te gebruiken. |
| Bijrollen              |                             | |
| Blake McIver Ewing     | Waldo Aloysius Johnston III | Waldo is het verwende rijkeluiskind dat Darla van Alfalfa probeert af te pakken. |
| Sam Saletta            | Butch                       | Butch vormt samen met Woim een vijand van Spanky's club. Van beide jongens is hij degene die de initiatieven neemt. |
| Blake Jeremy Collins   | Woim                        | Woim vormt samen met Butch een vijand van Spanky's club. Hij is minder hard dan zijn vriend, maar probeert stoer te doen. |
| Whoopi Goldberg        | Moeder van Buckwheat        | Buckwheats moeder is aan het einde van de film te zien, waar ze Spanky en Alfalfa komt aanmoedigen tijdens de race. |
| Reba McEntire          | A.J. Ferguson               | A.J. Ferguson is een beroemd vrouwelijk racer die de start aankondigt bij de race aan het einde van de film. Ook overhandigt zij de geldpot en de beker aan de winnaars. |
| Donald Trump           | Vader van Waldo             | Waldo's vader is streng en wil alleen het beste voor zijn zoon. Hij komt arrogant over en verdedigt zijn zoon in moeilijke situaties. |
| Mel Brooks             | Mr. Welling                 | Mr. Welling is de bankdirecteur. Als een paar jongens van de club zich verkleed hebben als oude man, om op die manier geld bij de bank te lenen, komt hij erachter dat zij het zijn, en leent hen niets.                                                                       |

## Prijzen
In 1995 won The Little Rascals twee prijzen:
- BMI Film Music Award: William Ross
- Young Artist Award: Beste prestatie van een ploeg

## Trivia
- De film is voor Nederland nagesynchroniseerd en uitgebracht onder de naam "De Boefjes".
- In de film komen ook de inmiddels beroemde tweelingzussen Mary-Kate en Ashley Olsen voor.
- Buckwheat's moeder, Whoopi Goldberg, komt aan het einde van de film even voor. Opvallend is dat "Porky" naar haar zwaait en "Whoopi" roept, alsof het een soort enthousiaste uitspraak is.